# Leonardo Bistolfi
Leonardo Bistolfi (né le 15 mars 1859 à Casale Monferrato au Piémont et mort le 2 septembre 1933  à La Loggia, dans la province de Turin) est un sculpteur italien, important représentant du symbolisme en Italie.

## Biographie
Son père, Giovanni Bistolfi, est sculpteur sur bois. En 1876, il s'inscrit à l'Académie des Beaux-Arts de Milan puis, en 1880, à celle de Turin. Au cours des dernières années ainsi que le chercheur et l'étude de Académie des Beaux-Arts de Brera Francesco Filippini est proche de aménagement paysager fontanesiano.
Ses premiers travaux sont d'inspiration symboliste : de 1883 à 1914 il réalise beaucoup de bustes et de médailles de personnages importants, dont les rois d'Italie Victor-Emmanuel II et Humbert Ier, des monuments funéraires et des plaques commémoratives. Il expose à la Biennale de Venise entre 1895 et 1905. En 1906 il exécute un monument à la mémoire du grand peintre Giovanni Segantini, conservé à la Galerie d'art moderne de Rome.
Il meurt à Turin le 2 septembre 1933 et est inhumé au cimetière de Casale Monferrato.

## Œuvres conservées en France
- Le Berceau, 1906, plâtre, musée d'Orsay, à Paris.